# Демут-Малиновський Василь Іванович
Васи́ль Іва́нович Демут-Малино́вський (2 (13) березня 1779 — †16 (28) липня 1846) — український скульптор, вихованець і ректор Імператорської академії художеств (1835-1846). Автор скульптурного оформлення багатьох імперських будівель у Санкт-Петербурзі. Один із авторів пам'ятника Володимиру Великому у Києві.

## Біографія

### Дитинство та юність.Академія художеств
Народився у Санкт-Петербурзі 2 (13) березня 1779 року в родині українця. Батько служив при Адміралтействі «різного діла майстром» по дереву. Вже у 6-річному віці здібний хлопчик став вихованцем Академії художеств, де провчився до 1800 року у відомого скульптора Михайла Козловського.
За період навчання чотири рази відзначався нагородами Академії. Зокрема, за успіхи у ліпленні з натури — малою (1798) та великою (1799) срібними медалями, а також золотими медалями другого (за барельєф «Ангел виводить апостола Петра з темниці» у 1799 році) та першого ступеня (у складі групи скульпторів, за колективну роботу — барельєфи до пам'ятника Петру I біля Михайлівського замку).